# Nasutitermes costalis
Nasutitermes costalis är en termitart som först beskrevs av Holmgren 1910.  Nasutitermes costalis ingår i släktet Nasutitermes och familjen Termitidae. Inga underarter finns listade i Catalogue of Life.